# Magnuszew (plaats)
Magnuszew is een dorp in het Poolse woiwodschap Mazovië, in het district Kozienicki. De plaats maakt deel uit van de gemeente Magnuszew en telt 800 inwoners.